# Dorothea Biehl

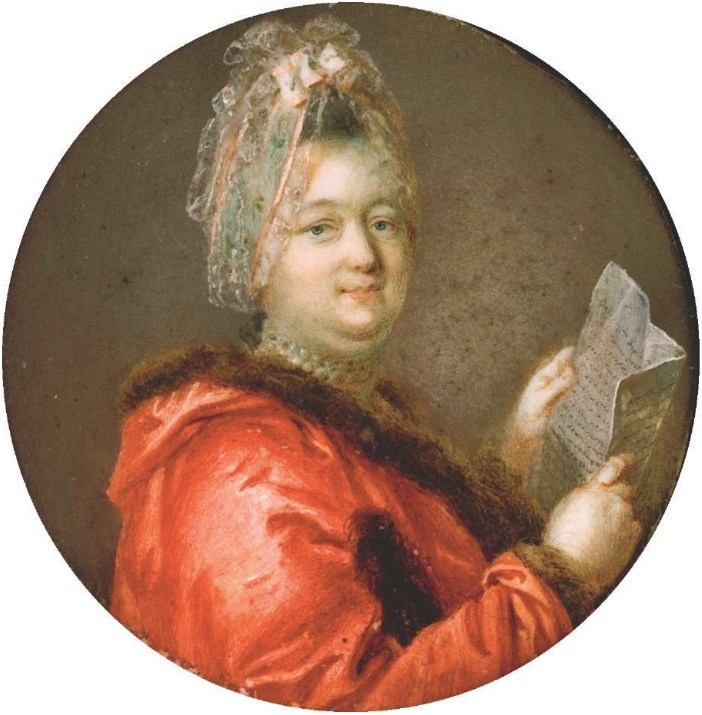
Dorothea Biehl

Charlotte Dorothea Biehl (* 2. Juni 1731 in Kopenhagen; † 17. Mai 1788 ebenda) war eine dänische Schriftstellerin und Übersetzerin.

## Frühe Jahre
Charlotte Dorothea Biel wuchs in einer konservativen großbürgerlichen Familie auf. Ihr Vater Christian Emilius Biehl war Sekretär der Akademie der Bildenden Künste mit Sitz im Schloss Charlottenborg in Kopenhagen. Der belesene und religiöse Großvater Hans Brøer erkannte früh die Begabung des Mädchens und gab ihm Unterricht. Zu Dorotheas Lesestoff gehörte neben religiösen Schriften auch Bücher über dänische Geschichte und das satirische Heldengedicht in Alexandrinerversen Peter Paars von Ludvig Holberg, das die dänische Gesellschaft aufs Korn nahm. Dorothea konnte früh dänische und deutsche Texte lesen. Um griechische und lateinische Ausdrücke bei Holberg zu verstehen, bat Dorothea um weiteren Unterricht in Griechisch und Latein.
Als sie acht Jahre alt, war starb der Großvater, und Dorotheas Situation änderte sich schlagartig. Der Vater verbot ihr für längere Zeit das Lesen. Wenn sie beim heimlichen Lesen entdeckt wurde, gab es Ärger. Sie sollte sich mehr Handarbeiten und weiteren häuslichen Tätigkeiten widmen. Bücher und der Schlüssel zur Bibliothek wurden ihr abgenommen. Trotzdem studierte sie heimlich bis in die Nächte hinein weiter. Freunde der Familie versorgten sie mit Literatur. Nachdem Dorothea Biehls Großmutter 1746 gestorben war, musste sie 1747 als Dienstmädchen arbeiten. Ihre Weigerung, den jungen Leutnant Peter Ramshard zu heiraten, löste einen heftigen Familienstreit aus.

## Schaffen
Gastspiele einer französischen Hoftheatertruppe 1750 im Schloss Charlottenborg, zu der Biehl dank der Stellung ihres Vaters freien Eintritt hatte, gaben ihrem Lebensweg eine entscheidende Wende. Sie lernte mittels Grammatik und Wörterbuch französisch und schloss sich einer dänischen Dilettanten-Theatergruppe an, die ein adeliger Freund gegründet hatte. Sie begann, als freie Übersetzerin tätig zu werden. Sie übersetzte italienische, deutsche, französische und später auch spanische Texte ins Dänische. Als größte ihrer literarische Leistungen auf diesem Gebiet gilt die Übertragung von Miguel de Cervantes spanischem Roman Don Quijote ins Dänische.

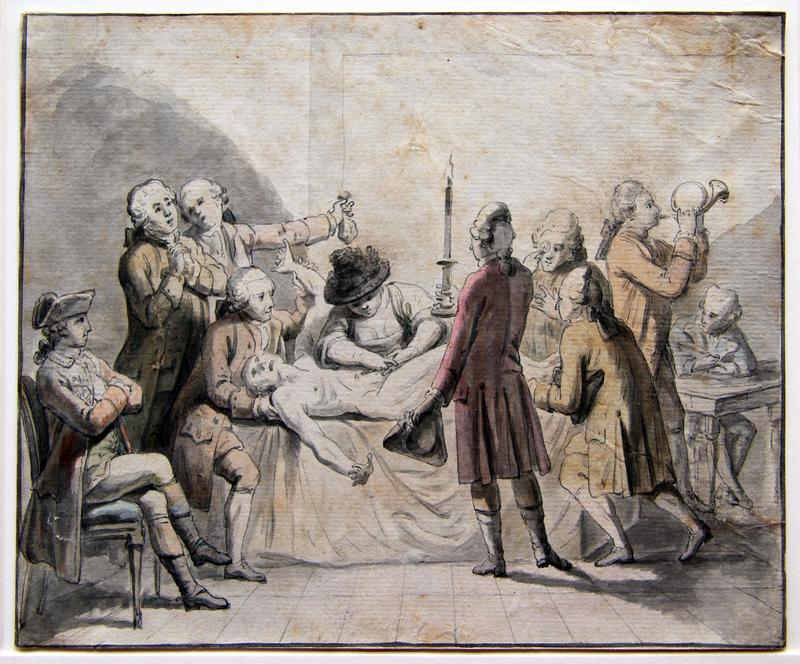
Cornelius Hoyer: Dorothea Biehl kastriert Holberg

Nach Übersetzungen von Werken für das königliche Theater in Kopenhagen begann sie 1764, eigene Stücke zu schreiben. Ihre erste Komödie in fünf Akten Den kiaerlige Mann (Der zärtliche Mann) bezog sich auf Goldonis Lustspiel Die zärtliche Frau. Es wurde ihr erfolgreichstes Stück. Zwischen 1764 und 1772 wurde es zwölfmal aufgeführt. Es folgten Komödie um Komödie. Allein im Jahr 1765 fanden ihre Stücke Harklöveren, Den foprelskede Ven und Den listigen Optraeikkerske ihren Weg auf Theaterbühnen, zusätzlich entstanden Einakter. Insgesamt schrieb sie zwölf Komödien, Singspiele, eine Tragödie und Kurzgeschichten. Kritiker verglichen ihre Arbeiten mit den bekanntesten Theaterautoren jener Zeit, wie Ludvig Holberg und Philippe Néricault Destouches, wobei Dorothea Biehl zum Teil als bedeutendere Autorin eingestuft wurde. Eine Karikatur mit dem Titel Biehl kastriert Holberg zeugt davon.

## Johan Bülow

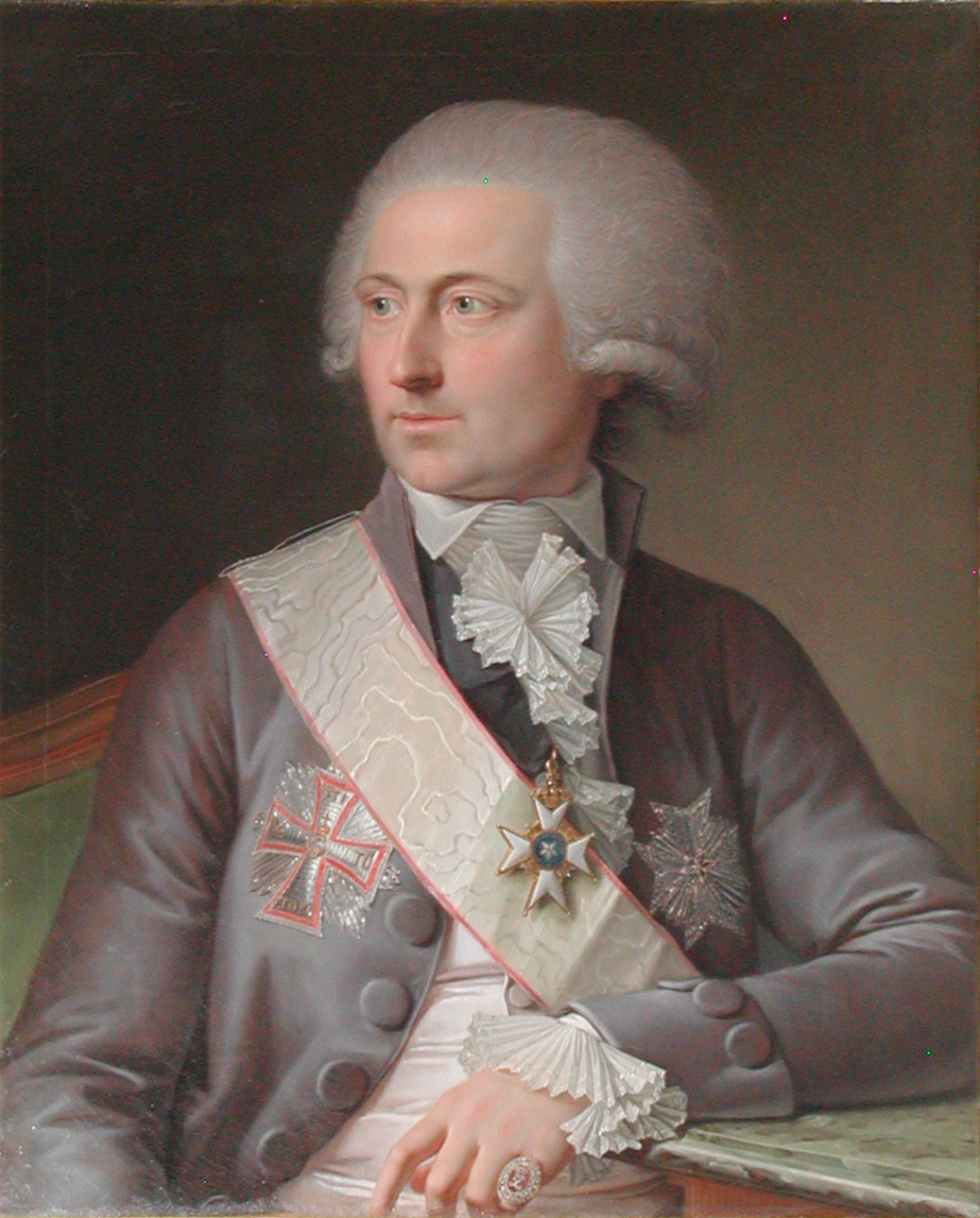
Johan Bülow. Gemälde von Jens Juel

Bei einem Besuch im Park von Schloss Rosenborg lernte die damals vierzigjährige Dorothea Biehl 1771 zufällig den zwanzigjährigen Gardeoffizier Johan Bülow kennen. Daraus wurde eine Freundschaft, die bis zu ihrem Lebensende währte. Beide interessierten sich für dänische Geschichte und Literatur, beide schrieben einander gerne Briefe. Diese Briefe – es wurden über eintausend – waren nicht für die Öffentlichkeit bestimmt. Sie enthielten neben intimen Einblicken in ihre Gedankenwelten auch Biehls lästernde Schilderungen über das zuweilen lockere Leben am dänischen Königshofe, die sie zum Teil von ihrem Vater gehört hatte. So etwa Berichte über Else Hansen, der berühmtesten der Geliebten von König Friedrich V. Später wurde Biehl überredet, die Briefe zu veröffentlichen und sie flossen ein in ihre Autobiografie von 1787: Mit ubetydelige Levnedsløb (Mein unbedeutender Lebenslauf). Historiker befinden, diese Autobiografie nehme es zwar mit der Wahrheit nicht immer so genau, biete aber einen einmaligen Einblick in Lebensumstände damaliger Zeit. Als Dorothea Biel im Alter sehr korpulent geworden war und kaum mehr vor die Tür ging, besuchte sie der inzwischen reich und einflussreich gewordene Politiker Johan Bülow bis zuletzt.

## Werke
- Charlotte Dorothea Biehl: Mit ubetydelige Levnedsløb. (Mein unbedeutender Lebenslauf) (Autobiographie) Museum Tusculanums Verlag, 2000, ISBN 978-87-7289-005-0 (dänisch)
- Charlotte Dorothea Biehl: Interiører fra Frederik V's Hof, herausgegeben von Louis Bobé. (dänisch)